# Abitina
Koordinaten: 36° 37′ 38″ N, 9° 33′ 2″ O
Abitina (Avitina; Genitiv Abitinae) ist der Name einer antiken Stadt, die in der römischen Provinz Africa proconsularis (heute nördliches Tunesien) lag.
Aus Abitina sind römische Inschriften bekannt.
Die Stadt war in der Spätantike Bischofssitz, welcher der Kirchenprovinz Karthago zugeordnet war; auf diesen geht das Titularbistum Abitinae zurück. Zu den Märtyrern von Abitinae siehe Märtyrer der heiligen Bücher.